# Jan Wiering
Johannes (Jan) Wiering (Wognum, 22 juli 1891 – Alkmaar, 3 juli 1973) was een Nederlands politicus. 
Hij werd geboren als zoon van Jan Wiering (1864?-1896) en Reinoutje Ruiter (1862-1936). Hij werd in 1916 volontair bij de gemeentesecretarie van Wognum en trad daar drie jaar later als ambtenaar in dienst. Midden 1922 werd Wiering benoemd tot burgemeester van Nibbixwoud en vanaf eind 1930 was hij tevens de burgemeester van Zwaag. Wiering ging in 1956 met pensioen en overleed in 1973 op 81-jarige leeftijd. 